# Tabanus sepiensis
Tabanus sepiensis är en tvåvingeart som beskrevs av Philip 1954. Tabanus sepiensis ingår i släktet Tabanus och familjen bromsar.
Artens utbredningsområde är San Luis Potosí (Mexiko). Inga underarter finns listade i Catalogue of Life.